# 2. ŽNL Vukovarsko-srijemska NS Vukovar 2012./13.
Prvenstvo je osvojio NK Sinđelić Trpinja, ali je odustao od promocije u viši rang. Iz lige je ispala NK Sloga Pačetin.

## Tablica
| Mj. | Klub                   | Sus. | Pobj. | Nerj. | Por. | GR.    | Bod.       |
| --- | ---------------------- | ---- | ----- | ----- | ---- | ------ | ---------- |
| 1.  | NK Sinđelić Trpinja    | 22   | 19    | 2     | 1    | 91:17  | 59         |
| 2.  | NK Negoslavci          | 22   | 15    | 5     | 2    | 75:30  | 50         |
| 3.  | NK Borac Bobota        | 22   | 14    | 4     | 4    | 60:27  | 46         |
| 4.  | NK Sremac Ilača        | 22   | 13    | 1     | 8    | 70:46  | 40         |
| 5.  | NK Bršadin             | 22   | 11    | 5     | 6    | 48:32  | 38         |
| 6.  | NK Hajduk Bapska       | 22   | 12    | 1     | 9    | 50:35  | 37         |
| 7.  | NK Šarengrad           | 22   | 9     | 3     | 10   | 39:47  | 30         |
| 8.  | NK Sloga Borovo        | 22   | 6     | 2     | 14   | 49:45  | 20         |
| 9.  | NK Hajduk Tovarnik     | 22   | 6     | 1     | 15   | 33:68  | 18 (-1) ↓1 |
| 10. | NK Mladost Svinjarevci | 22   | 5     | 3     | 14   | 19:58  | 18         |
| 11. | NK Mohovo              | 22   | 5     | 3     | 14   | 33:78  | 18         |
| 12. | NK Sloga Pačetin       | 22   | 2     | 0     | 20   | 23:107 | 6          |

## Rezultati
| NK Mladost Svinjarevci - NK Hajduk Tovarnik 1:0 NK Negoslavci - NK Šarengrad 6:0 NK Sinđelić Trpinja - NK Mohovo 6:0 NK Sloga Borovo - NK Borac Bobota 3:4 NK Hajduk Bapska - NK Sloga Pačetin 8:0 NK Sremac Ilača - NK Bršadin 6:0  | NK Sremac Ilača - NK Hajduk Bapska 3:2 NK Sloga Pačetin - NK Sloga Borovo 2:4 NK Borac Bobota - NK Sinđelić Trpinja 1:1 NK Mohovo - NK Negoslavci 2:6 NK Šarengrad - NK Mladost Svinjarevci 2:1 NK Bršadin - NK Hajduk Tovarnik 2:1    | NK Sloga Borovo - NK Sremac Ilača 2:3 NK Sinđelić Trpinja - NK Sloga Pačetin 12:0 NK Negoslavci - NK Borac Bobota 1:1 NK Mladost Svinjarevci - NK Mohovo 1:0 NK Hajduk Tovarnik - NK Šarengrad 0:2 NK Hajduk Bapska - NK Bršadin 1:0   |
| NK Sremac Ilača - NK Sinđelić Trpinja 2:1 NK Hajduk Bapska - NK Sloga Borovo 2:0 NK Sloga Pačetin - NK Negoslavci 0:5 NK Borac Bobota - NK Mladost Svinjarevci 3:0 NK Mohovo - NK Hajduk Tovarnik 3:1 NK Bršadin - NK Šarengrad 3:0  | NK Negoslavci - NK Sremac Ilača 5:3 NK Sinđelić Trpinja - NK Hajduk Bapska 6:2 NK Mladost Svinjarevci - NK Sloga Pačetin 1:0 NK Hajduk Tovarnik - NK Borac Bobota 0:4 NK Šarengrad - NK Mohovo 0:0 NK Sloga Borovo - NK Bršadin 2:3    | NK Sremac Ilača - NK Mladost Svinjarevci 7:0 NK Hajduk Bapska - NK Negoslavci 1:1 NK Sloga Borovo - NK Sinđelić Trpinja 1:2 NK Sloga Pačetin - NK Hajduk Tovarnik 1:5 NK Borac Bobota - NK Šarengrad 5:1 NK Bršadin - NK Mohovo 2:2    |
| NK Hajduk Tovarnik - NK Sremac Ilača 2:3 NK Mladost Svinjarevci - NK Hajduk Bapska 0:2 NK Negoslavci - NK Sloga Borovo 5:1 NK Šarengrad - NK Sloga Pačetin 1:0 NK Mohovo - NK Borac Bobota 0:4 NK Sinđelić Trpinja - NK Bršadin 3:2  | NK Sremac Ilača - NK Šarengrad 1:2 NK Hajduk Bapska - NK Hajduk Tovarnik 3:0 NK Sloga Borovo - NK Mladost Svinjarevci 3:0 NK Sinđelić Trpinja - NK Negoslavci 3:0 NK Sloga Pačetin - NK Mohovo 4:2 NK Bršadin - NK Borac Bobota 0:1    | NK Mohovo - NK Sremac Ilača 3:0 NK Šarengrad - NK Hajduk Bapska 1:6 NK Hajduk Tovarnik - NK Sloga Borovo 3:1 NK Mladost Svinjarevci - NK Sinđelić Trpinja 0:6 NK Borac Bobota - NK Sloga Pačetin 1:0 NK Negoslavci - NK Bršadin 1:1    |
| NK Sremac Ilača - NK Borac Bobota 1:5 NK Hajduk Bapska - NK Mohovo 3:1 NK Sloga Borovo - NK Šarengrad 3:3 NK Sinđelić Trpinja - NK Hajduk Tovarnik 11:1 NK Negoslavci - NK Mladost Svinjarevci 3:1 NK Bršadin - NK Sloga Pačetin 2:1 | NK Sloga Pačetin - NK Sremac Ilača 3:6 NK Borac Bobota - NK Hajduk Bapska 3:0 ↓2 NK Mohovo - NK Sloga Borovo 2:1 NK Šarengrad - NK Sinđelić Trpinja 1:2 NK Hajduk Tovarnik - NK Negoslavci 0:3 NK Mladost Svinjarevci - NK Bršadin 2:2 | NK Hajduk Tovarnik - NK Mladost Svinjarevci 0:3 ↓3 NK Šarengrad - NK Negoslavci 1:2 NK Mohovo - NK Sinđelić Trpinja 0:5 NK Borac Bobota - NK Sloga Borovo 3:1 NK Sloga Pačetin - NK Hajduk Bapska 1:2 NK Bršadin - NK Sremac Ilača 1:2 |
| NK Hajduk Bapska - NK Sremac Ilača 3:0 NK Sloga Borovo - NK Sloga Pačetin 9:0 NK Sinđelić Trpinja - NK Borac Bobota 3:0 NK Negoslavci - NK Mohovo 4:0 NK Mladost Svinjarevci - NK Šarengrad 1:3 NK Hajduk Tovarnik - NK Bršadin 1:1  | NK Sremac Ilača - NK Sloga Borovo 3:1 NK Sloga Pačetin - NK Sinđelić Trpinja 2:7 NK Borac Bobota - NK Negoslavci 2:3 NK Mohovo - NK Mladost Svinjarevci 2:2 NK Šarengrad - NK Hajduk Tovarnik 5:1 NK Bršadin - NK Hajduk Bapska 4:1    | NK Sinđelić Trpinja - NK Sremac Ilača 5:0 NK Sloga Borovo - NK Hajduk Bapska 1:0 NK Negoslavci - NK Sloga Pačetin 5:1 NK Mladost Svinjarevci - NK Borac Bobota 2:2 NK Hajduk Tovarnik - NK Mohovo 3:1 NK Šarengrad - NK Bršadin 0:3    |
| NK Sremac Ilača - NK Negoslavci 2:2 NK Hajduk Bapska - NK Sinđelić Trpinja 2:3 NK Sloga Pačetin - NK Mladost Svinjarevci 2:1 NK Borac Bobota - NK Hajduk Tovarnik 5:1 NK Mohovo - NK Šarengrad 4:3 NK Bršadin - NK Sloga Borovo 1:0  | NK Mladost Svinjarevci - NK Sremac Ilača 1:8 NK Negoslavci - NK Hajduk Bapska 3:1 NK Sinđelić Trpinja - NK Sloga Borovo 3:1 NK Hajduk Tovarnik - NK Sloga Pačetin 4:2 NK Šarengrad - NK Borac Bobota 0:0 NK Mohovo - NK Bršadin 1:6    | NK Sremac Ilača - NK Hajduk Tovarnik 2:3 NK Hajduk Bapska - NK Mladost Svinjarevci 2:0 NK Sloga Borovo - NK Negoslavci 3:3 NK Sloga Pačetin - NK Šarengrad 0:7 NK Borac Bobota - NK Mohovo 5:0 NK Bršadin - NK Sinđelić Trpinja 0:0    |
| NK Šarengrad - NK Sremac Ilača 2:5 NK Hajduk Tovarnik - NK Hajduk Bapska 3:2 NK Mladost Svinjarevci - NK Sloga Borovo 1:0 NK Negoslavci - NK Sinđelić Trpinja 1:2 NK Mohovo - NK Sloga Pačetin 9:2 NK Borac Bobota - NK Bršadin 2:4  | NK Sremac Ilača - NK Mohovo 8:0 NK Hajduk Bapska - NK Šarengrad 1:3 NK Sloga Borovo - NK Hajduk Tovarnik 3:0 NK Sinđelić Trpinja - NK Mladost Svinjarevci 5:0 NK Sloga Pačetin - NK Borac Bobota 2:5 NK Bršadin - NK Negoslavci 1:5    | NK Borac Bobota - NK Sremac Ilača 3:2 NK Mohovo - NK Hajduk Bapska 1:4 NK Šarengrad - NK Sloga Borovo 2:1 NK Hajduk Tovarnik - NK Sinđelić Trpinja 1:3 NK Mladost Svinjarevci - NK Negoslavci 1:4 NK Sloga Pačetin - NK Bršadin 0:8    |
| NK Sremac Ilača - NK Sloga Pačetin 3:0 NK Hajduk Bapska - NK Borac Bobota 2:1 NK Sloga Borovo - NK Mohovo 8:0 NK Sinđelić Trpinja - NK Šarengrad 2:0 NK Negoslavci - NK Hajduk Tovarnik 7:3 NK Bršadin - NK Mladost Svinjarevci 2:0  | | |